# Annika Bruna
Annika Bruna (ur. 26 listopada 1956 w Wersalu) – francuska polityk i samorządowiec, posłanka do Parlamentu Europejskiego IX kadencji.

## Życiorys
Przez wiele lat związana z Frontem Narodowym (w 2018 przekształconym w Zjednoczenie Narodowe). Bliska współpracowniczka Jeana-Marie Le Pena, pracowała jako jego asystentka poselska. W latach 1998–2010 zasiadała w radzie regionu Île-de-France. W wyborach w 2019 uzyskała mandat eurodeputowanej IX kadencji.